# Fordyce (Nebraska)
Fordyce is een plaats (village) in de Amerikaanse staat Nebraska, en valt bestuurlijk gezien onder Cedar County.

## Demografie
Bij de volkstelling in 2000 werd het aantal inwoners vastgesteld op 182. In 2006 is het aantal inwoners door het United States Census Bureau geschat op 168, een daling van 14 (-7,7%).

## Geografie
Volgens het United States Census Bureau beslaat de plaats een oppervlakte van 0,4 km², geheel bestaande uit land. Fordyce ligt op ongeveer 418 m boven zeeniveau.

## Plaatsen in de nabije omgeving
De onderstaande figuur toont nabijgelegen plaatsen in een straal van 24 km rond Fordyce.